# Województwo płockie (Królestwo Polskie)

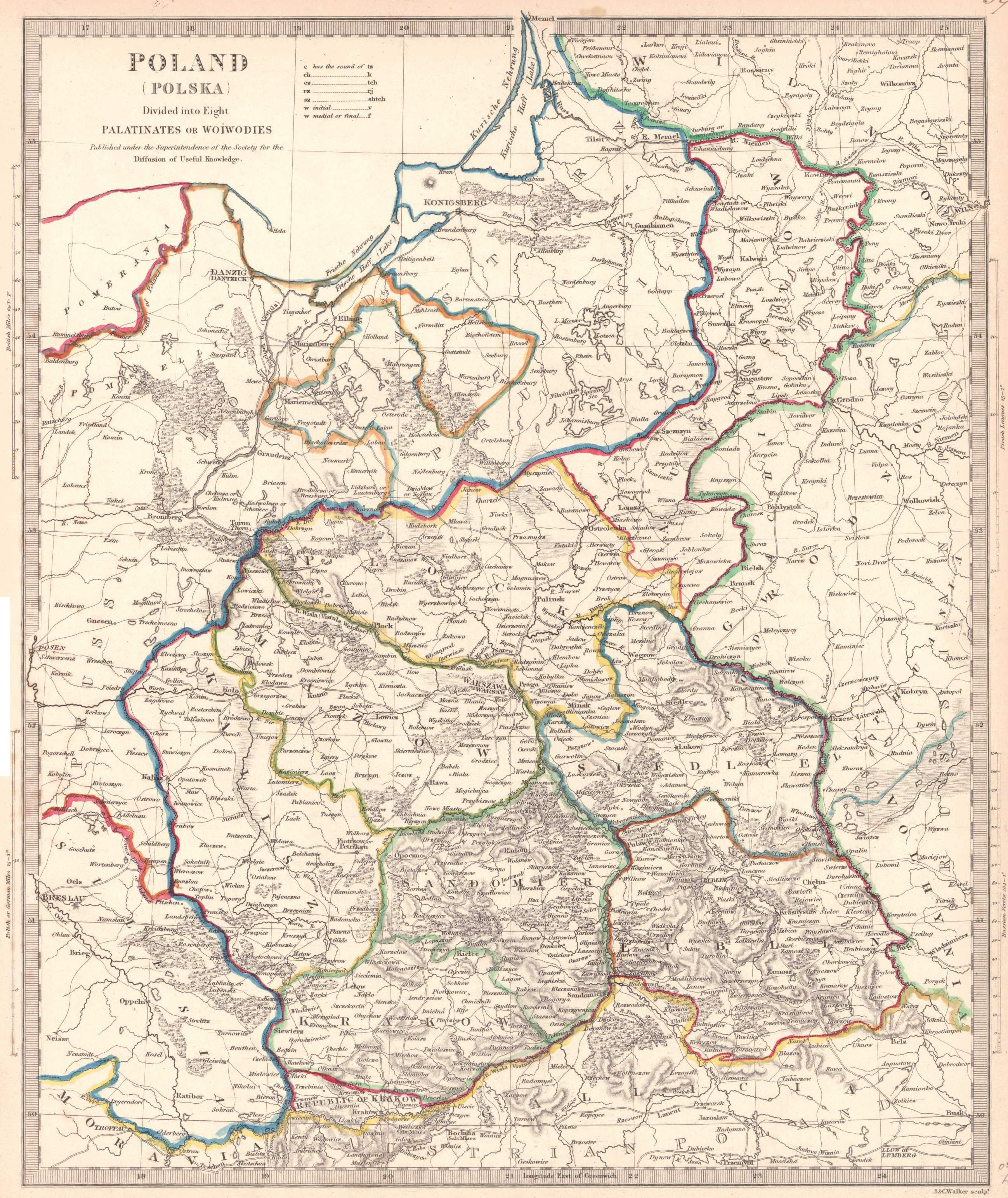
Królestwo Polskie, mapa, Londyn 1831

Województwo płockie – województwo Królestwa Polskiego istniejące w latach 1816–1837 (oraz w 1863) ze stolicą w Płocku. Ukazem cara Mikołaja I z 23 lutego/7 marca 1837 zostało przemianowane na gubernię płocką.
Województwo dzieliło się na 6 obwodów i 6 powiatów:
- obwód lipnowski
  - powiat lipnowski
- obwód mławski
  - powiat mławski
- obwód ostrołęcki
  - powiat ostrołęcki
- obwód płocki
  - powiat płocki – utworzony 16 stycznia 1816 z powiatu wyszogrodzkiego[2]
- obwód pułtuski
  - powiat pułtuski
- obwód przasnyski
  - powiat przasnyski

W czasie powstania styczniowego Rząd Narodowy dnia 28 marca 1863 ogłosił Regulamin władz administracyjnych w byłym Królestwie Kongresowym. Według regulaminu zniesiono podział administracyjny na gubernie, a zamiast tego byłe Królestwo Kongresowe podzielono na osiem województw w granicach z 1816. Na terenach guberni płockiej przywrócono województwo płockie w granicach z 1816.